# Parco Natura Viva
Parco Natura Viva est un parc zoologique italien situé en Vénétie, sur le territoire de la commune de Bussolengo, entre Vérone et le lac de Garde. Le parc a été ouvert au public le 20 juin 1968 à l'initiative d'Alberto et de Giorgia Avesani.
Le parc est divisé en plusieurs zones de visite dont une partie safari à visiter en voiture et plusieurs parcours pédestres dont le sentier africain, la zone consacrée aux dinosaures et le parc zoologique traditionnel. Le parc fait partie de l'Association européenne des zoos et des aquariums (EAZA).

## Historique
Il fut fondé par l'architecte Alberto Avesani (16 octobre 1912 - 11 juillet 2008) et de sa femme Giorgia (29 mars 1919 - 20 octobre 2005).

## Espèces présentes

### Mammifères
- Ailurus fulgens - Petit panda
- Antilope cervicapra - Idem
- Bison bonasus - Bison d'Europe
- Bos taurus - Bos taurus
- Boselaphus tragocamelus - Antilope Nilgaut
- Callithrix jacchus - Ouistiti
- Camelus bactrianus - Chameau de Bactriane
- Canis lupus - Loup
- Ceratotherium simum - Rhinocéros blanc
- Cervus alfredi - Cerf du Prince Alfred
- Chrysocyon brachyurus - Loup à crinière
- Equus grevyi - Zèbre de Grévy
- Equus quagga bohemi - Zèbre de Grant
- Eulemur macaco - Lémur noir
- Felis silvestris - Chat sauvage
- Giraffa camelopardalis - Girafe
- Hippopotamus amphibius - Hippopotame
- Lama guanicoe - Lama Guanaco
- Lemur catta - Lémur catta
- Lynx lynx - Lynx
- Kobus ellypsiprymnus defassa - Kobus ellipsiprymnus
- Kobus megaceros - Lichi du Nil
- Macaca nemestrina - Macaque à queue de cochon
- Macaca sylvanus - Macaque berbère
- Macropus rufogriseus - Wallaby à cou rouge
- Mungos mungo - Mangouste rayée
- Muntiacus muntjak - Muntjak
- Panthera leo - Lion
- Panthera tigris - Tigre
- Puma concolor - Puma
- Suricata suricatta - Suricate
- Taurotragus oryx - Éland
- Tapirus terrestris - Tapir du Brésil
- Tremarctos ornatus - Ours à lunettes
- Once - Léopard des neiges
- Varecia variegata - Lémur blanc et noir
- Varecia rubra - Lémur roux

### Oiseaux
- Anthropoides virgo - Grue demoiselle
- Ara ararauna - Ara bleu et jaune
- Balearica regulorum - Grue royale
- Branta sandvicensis - Bernache néné
- Bubo bubo - Hibou grand-duc
- Casuarius casuarius - Casoar à casque
- Cereopsis novaehollandiae - Céréopse cendré
- Chloephaga picta - Oca di Magellano
- Chrysolophus amhersti - Faisan
- Ciconia ciconia - Cigogne blanche
- Ciconia nigra - Cicogna nera
- Cygnus atratus - Cygne noir
- Dromaius novaehollandiae - Émeu d'Australie
- Ephippiorhynchus senegalensis - Jabiru d'Afrique
- Geronticus eremita - Ibis chauve
- Grus antigone - Grus
- Gyps fulvus - Vautour fauve
- Leptoptilos crumeniferus - Marabout d'Afrique
- Myiopsitta monachus - Psittacidae
- Neophron percnopterus - Percnoptère
- Nestor notabilis - Nestor kéa
- Nyctea scandiaca - Harfang des neiges
- Pavo cristatus - Paon bleu
- Pelecanus onocrotalus - Pélican blanc
- Phalcoboenus megalopterus - Rapace des montagnes montagna
- Phoenicopterus roseus - Flamant rose
- Plectropterus gambiensis - Anatidae
- Polyborus plancus - Rapace crestato
- Ramphastos toco - Toucan toco
- Nandou d'Amérique - Nandou d'Amérique
- Sarcogyps californianus - Cathartidae
- Sarcoramphus papa - Sarcoramphe roi
- Struthio camelus - Autruche d'Afrique
- Tadorna tadorna - Tadorne de Belon
- Tragopan temminckii - Tragopan de Temminck

### Reptiles
- Boa constrictor - Boa constrictor
- Caiman crocodilus - Caïman à lunettes
- Chalcides ocellatus tiligugu - Gongilo ocellato
- Chamaeleo calypstratus - Camaleonte velato
- Chelus fimbriatus - Matamata
- Emys orbicularis - Cistude
- Eunectes notaeus - Anacondas
- Geochelone gigantea - Tortue géante des Seychelles
- Geochelone sulcata - Tortue sillonnée
- Iguana iguana - Iguane vert
- Python molurus - Python molurus
- Python regius - Python royal
- Testudo hermanni - Tortue d'Hermann
- Tiliqua nigrolutea - Tiliqua dalla lingua blu
- Timon lepidus - Lézard ocellé

### Amphibien
- Rana latastei - Grenouille de Lataste